# Шуаньер, Матьё
Матьё Шуаньер (фр. Mathieu Choinière; 7 февраля 1999, Сен-Жан-сюр-Ришелье, Квебек, Канада) — канадский футболист, полузащитник клуба «Клёб де Фут Монреаль» и сборной Канады.

## Биография

### Ранние годы
Шуаньер родился в Сен-Жан-сюр-Ришелье и вырос в Сен-Александре. Начал играть в футбол в команде «Сельтикс дю От-Ришелье», а затем перешёл в «Сент-Юбер». Присоединился к академии «Монреаль Импакт» в 2011 году.

### Клубная карьера
17 июля 2018 года Шуаньер подписал контракт с «Монреаль Импакт» в качестве доморощенного игрока на полтора сезона с опциями продления ещё на три сезона. Дебютировал за «Импакт» 18 июля в матче Первенства Канады против «Ванкувер Уайткэпс», выйдя на замену в конце второго тайма вместо Сафира Тайдера. В MLS дебютировал 21 июля в матче против «Портленд Тимберс», заменив перед финальным свистком Шамита Шоума. По окончании сезона 2019 «Монреаль Импакт» задействовал опцию продления контракта с Шуаньером. 3 июля 2021 года в матче против «Интер Майами» он забил свой первый гол за клуб, переименованный в «Клёб де Фут Монреаль». 26 февраля 2022 года Шуаньер продлил контракт с «КФ Монреаль» до конца сезона 2024 с опцией на сезон 2025. Был отобран в число участников Матча всех звёзд MLS 2023, в котором сборная звёзд MLS принимала английский «Арсенал», комиссионером лиги Доном Гарбером. По итогам сезона 2023 Шуаньер был назван самым ценным игроком «КФ Монреаль».

### Международная карьера
В составе сборной Канады до 21 года Шуаньер принял участие в Турнире в Тулоне 2018. Забил гол в ворота Франции в матче за пятое место.
В составе сборной Канады до 20 лет Шуаньер принял участие в чемпионате КОНКАКАФ до 20 лет 2018. Забил гол в матче группового этапа против Гваделупы.
Шуаньер был включён в предварительную заявку сборной Канады для участия в Золотом кубке КОНКАКАФ 2021 из 60 игроков, но в окончательный состав из 23 игроков не попал. В ноябре 2022 года был вызван на товарищеский матч со сборной Бахрейна, но остался незадействованным запасным. За сборную Канады Шуаньер дебютировал 13 октября 2023 года в товарищеском матче со сборной Японии, выйдя на замену вместо Джонатана Осорио на 61-й минуте.

### Личная жизнь
Старший брат Матьё — Давид, также футболист.

## Достижения
Командные
 «Клёб де Фут Монреаль»
- Победитель Первенства Канады: 2019, 2021

Личные
- Участник Матча всех звёзд MLS: 2023

## Статистика выступлений

### Клубная статистика
| Выступление          | Выступление      | Выступление      | Лига | Лига | Плей-офф | Плей-офф | Кубок | Кубок | Континент | Континент | Итого | Итого |
| Клуб                 | Лига             | Сезон            | Игры | Голы | Игры     | Голы     | Игры  | Голы  | Игры      | Голы      | Игры  | Голы  |
| -------------------- | ---------------- | ---------------- | ---- | ---- | -------- | -------- | ----- | ----- | --------- | --------- | ----- | ----- |
| Клёб де Фут Монреаль | MLS              | 2018             | 5    | 0    | —        | —        | 1     | 0     | —         | —         | 6     | 0     |
| Клёб де Фут Монреаль | MLS              | 2019             | 17   | 0    | —        | —        | 2     | 0     | —         | —         | 19    | 0     |
| Клёб де Фут Монреаль | MLS              | 2020             | 0    | 0    | 0        | 0        | 0     | 0     | 0         | 0         | 0     | 0     |
| Клёб де Фут Монреаль | MLS              | 2021             | 26   | 2    | —        | —        | 1     | 0     | —         | —         | 27    | 2     |
| Клёб де Фут Монреаль | MLS              | 2022             | 26   | 2    | 1        | 0        | 2     | 0     | 2         | 0         | 31    | 2     |
| Клёб де Фут Монреаль | MLS              | 2023             | 28   | 5    | —        | —        | 4     | 0     | 2         | 1         | 34    | 6     |
| Клёб де Фут Монреаль | MLS              | 2024             | 15   | 2    | —        | —        | 2     | 0     | —         | —         | 17    | 2     |
| Клёб де Фут Монреаль | Итого            | Итого            | 117  | 11   | 1        | 0        | 12    | 0     | 4         | 1         | 134   | 12    |
| Всего за карьеру     | Всего за карьеру | Всего за карьеру | 117  | 11   | 1        | 0        | 12    | 0     | 4         | 1         | 134   | 12    |

Источники: Transfermarkt, Soccerway, Football Database EU.

### Международная статистика
| Команда | Год   | Игры | Голы |
| ------- | ----- | ---- | ---- |
| Канада  |       |      |      |
| 2023    | 1     | 0    |      |
| 2024    | 2     | 0    |      |
| Всего   | Всего | 3    | 0    |

Источник: National Football Teams.